# Monfort Heights South
Monfort Heights South és una concentració de població designada pel cens dels Estats Units a l'estat d'Ohio. Segons el cens del 2000 tenia 4.466 habitants.

## Demografia
Segons el cens del 2000, Monfort Heights South tenia 4.466 habitants, 1.670 habitatges, i 1.302 famílies. La densitat de població era de 554,4 habitants per km².
Dels 1.670 habitatges en un 32,3% hi vivien nens de menys de 18 anys, en un 68,3% hi vivien parelles casades, en un 7% dones solteres, i en un 22% no eren unitats familiars. En el 19,4% dels habitatges hi vivien persones soles el 9,1% de les quals corresponia a persones de 65 anys o més que vivien soles. El nombre mitjà de persones vivint en cada habitatge era de 2,67 i el nombre mitjà de persones que vivien en cada família era de 3,08.
Per edats la població es repartia de la següent manera: un 25,1% tenia menys de 18 anys, un 6,7% entre 18 i 24, un 26,8% entre 25 i 44, un 26% de 45 a 60 i un 15,5% 65 anys o més.
L'edat mediana era de 40 anys. Per cada 100 dones de 18 o més anys hi havia 94 homes.
La renda mediana per habitatge era de 57.481 $ i la renda mediana per família de 65.472 $. Els homes tenien una renda mediana de 42.847 $ mentre que les dones 31.023 $. La renda per capita de la població era de 29.839 $. Aproximadament el 2,4% de les famílies i el 5,6% de la població estaven per davall del llindar de pobresa.

## Poblacions més properes
El següent diagrama mostra les poblacions més properes.